# ماكابي بوخارست
نادي مكابي بوخارست (بالإنجليزية: Maccabi Bucureşti)‏ نادي كرة قدم روماني . تم تأسيس النادي في سنة 1919 وتم حله في سنة 1948 .